# Marie de Hainaut
 (septembre 2017).
Si vous disposez d'ouvrages ou d'articles de référence ou si vous connaissez des sites web de qualité traitant du thème abordé ici, merci de compléter l'article en donnant les références utiles à sa vérifiabilité et en les liant à la section « Notes et références ».
Pour les articles homonymes, voir Marie d'Avesnes (homonymie).
Marie de Hainaut (1280-1354), parfois aussi nommée Marie d'Avesnes, duchesse de Bourbon, fille de Jean Ier, comte de Hainaut et de Hollande, et de Philippa de Luxembourg, est l'épouse de Louis Ier de Bourbon.

## Origine et famille
Marie de Hainaut est la 5e fille du comte Jean Ier de Hainaut, et de son épouse Philippa de Luxembourg. Ses frères sont Guillaume Ier, comte de Hainaut et de Hollande, et Jean de Beaumont. Elle a pour sœur Alice, comtesse de Norfolk. 

## Descendance
De Louis Ier de Bourbon qu'elle épouse par contrat du mois de juin 1310, célébré à Pontoise le 22 septembre de la même année, elle eut :
- Jeanne, aînée des enfants (1311 après août - Cleppé 20 décembre 1402), mariée par contrat passé en Avignon le 14 février 1319, célébré à Bessay le 3 août 1324 au comte Guigues VII de Forez (1299-1358) ;
- Pierre Ier (septembre 1313 - Poitiers 19 septembre 1356), duc de Bourbon ;
- Béatrice, deuxième fille (1314 † Paris 25 décembre 1383), fiancée le 29 mai 1321 à Philippe d'Anjou Tarente (fils de Philippe Ier de Tarente), mariée en décembre 1334 à Jean de Luxembourg († 1346), roi de Bohême, puis à Eudes II de Grancey († 1389) ;
- Marguerite, troisième fille (vers 1315 - † après 20 février 1370), mariée par contrat de juin 1320 à Jean II de Sully († 1343), puis en 1346 à Hutin de Vermeilles ;
- Marie, mariée par contrat du 29 novembre 1328, célébré à Nicosie le 9 mai 1330, à Guy de Lusignan († 1343), puis le 9 septembre 1347 à Robert d'Anjou Tarente († 1364) ;
- Philippa (décembre 1326 † ap. 1327) ;
- Jacques (mort 9 décembre 1318) ;
- Jacques Ier (1321 - Lyon avril 1362), comte de la Marche et de Ponthieu, ancêtre du roi Henri IV de France.

## Décès
Elle meurt le 4 septembre 1354 à Murat.
Elle est inhumée au monastère des Cordeliers de Champaigue, où son gisant, réalisé dans un atelier parisien, orna son tombeau jusqu'à la Révolution. En 1860, le gisant est transporté dans l'église de Souvigny. Il est aujourd'hui conservé dans les collections du musée de la ville. Une autre source indique que son gisant aurait été retrouvé au début du XXe siècle par un fermier labourant un champ. Il aurait été déposé dans le dépôt lapidaire localisé dans les sous-sols de la sacristie de l'église de Souvigny puis, en 1979, dans l'église Saint-Marc de la ville avant de rejoindre le musée du Pays de Souvigny entre 1991-1994 avec le projet "Grand-Site".